# Ернесто Видал
Ернесто Видал (на испански: Ernesto Vidal) е уругвайски футболист от италиански произход, нападател.

## Кариера
Роден е в Италия, в град Буе, днес на територията на Хърватия. Рожденото му име е Ернесто Серволо Видал, по-късно второто име е заменено с Хосе. Започва професионалната си кариера в аржентинския клуб Росарио Сентрал през 1941 г.
От 1943 г. и през следващите 10 години играе за Пенярол, с който става четирикратен шампион на Уругвай. До 1947 г. той също играе за Росарио Сентрал в регионални турнири.
На Световното първенство през 1950 г. Видал е в страхотна форма и отива на турнира като основен играч на уругвайския отбор. В първия мач от турнира, той вкарва един от головете срещу Боливия (Уругвайците побеждават с 8:0). На финала обаче е контузен, и е заменен от 20-годишния Рубен Моран. Той се справя добре и Уругвай става световен шампион.
През 1953 г. Видал преминава в италианския Фиорентина, където прекарва 2 сезона. След това играе в друг клуб от Серия А - Про Патрия през сезон 1955/56 и завършва кариерата си като петкратен шампион на Уругвай, но вече с Насионал Монтевидео.

## Отличия

### Отборни
Пенярол
- Примера дивисион де Уругвай: 1944, 1945, 1949, 1951

Насионал Монтевидео
- Примера дивисион де Уругвай: 1956

### Международни
Уругвай
- Световно първенство по футбол: 1950